# Concile de Toulouse (1178)
 (mars 2020).
- Si vous ne connaissez pas le sujet, laissez ce bandeau (vous pouvez alors contacter les auteurs).
- Si vous supprimez le contenu mis en cause (vous pouvez préalablement contacter les auteurs),

argumentez précisément cette suppression dans la page de discussion
(un manque de référence n'est pas un argument ; une recherche réelle de référence doit avoir été effectuée, être formellement documentée).
 (décembre 2019).
Pour les articles homonymes, voir Concile de Toulouse.
Le concile de Toulouse de 1178 est un interrogatoire de deux dirigeants hérétiques, Raymond de Baillac et Bernard Raimond qui se firent amener sous sauf-conduits dans la cathédrale de Toulouse en 1178. Ce concile se distingue par le niveau culturel dont il témoigne[pas clair][source secondaire nécessaire]. Un troisième cathare est présent, il s'agit de Pierre Maurand.

## Retour sur l'origine ducatharismeet sur le premier concile contre lescathares
Le catharisme est apparu en Italie au début du XIe siècle sous la conduite d'opposants aux papes qui gouvernaient le monde chrétien et qui faisaient face aux préparatifs des croisades en Terre Sainte. Le mouvement se propage ensuite sous la responsabilité de différentes personnes comme le moine Henri qui commencent à prêcher dans les campagnes une nouvelle façon de voir la religion chrétienne. Le catharisme se détache donc du Vaudisme né sous la direction de Pierre Valdo au XIe siècle. Les premières résistances au catharisme sont peu connues mais sont rattachées à la chanson de la croisade albigeoise de Guillaume de Tulède. En 1165, selon la médiéviste Monique Zerner se serait tenu pour la première fois un concile eunonique organisé par des évêques du comté de Toulouse qui ont interrogé des Cathares sur leur foi[réf. nécessaire]. Les cathares ayant refusé de répondre à la question, ils sont donc excommuniés par un évêque de Lodève inconnu selon les récits de la croisade albigeoise[réf. nécessaire].

## Concile de Toulouse
Après avoir été réunis dans la cathédrale de Toulouse, des Albigeois sont interrogés par l'évêque de Poitiers et environ 300 clercs et laïcs. Après avoir examiné ces cathares et après la confession que ces derniers firent de leur plein gré, ils entrent dans l'église Saint-Jacques devant une foule innombrable de gens, qui se préparent comme à un spectacle et vont entendre leurs confessions de leur foi[réf. nécessaire].

## Témoignage de Pierre Maurand
Pierre Maurand, un personnage connu qui possède beaucoup de biens avec une maison fortifiée dans Toulouse, fait partie des familles patriciennes de Toulouse mais il n'a pas de filiation chevaleresque. Il est inscrit sur les registres consulaires de la ville de Toulouse. Cet homme prêchait probablement à partir d'une méditation sur le début de l'évangile de saint Jean. Cet homme prétend être Jean l'évangéliste mais il est en fait le chef des hérétiques de Toulouse[réf. nécessaire].

## Conséquences sur l'histoire des Albigeois
La résistance face aux cathares s'organise et l'assassinat du légat  de Pierre de Castelnau déclenchera la  Croisade albigeoise en 1208[réf. nécessaire].
Ce concile a été retrouvé sur des registres d'inquisiteurs et l'abbaye de Clairvaux en a constitué des témoignages,.